# أمنية الموت (فلم 1974)
أمنية الموت (بالإنجليزية: Death Wish) هو فيلم أكشن وجريمة تم إنتاجه في الولايات المتحدة وصدر سنة 1974 بطولة تشارلز برونسون. والفيلم من إخراج مايكل وينر. والفيلم مستوحى تقريبًا من رواية عام 1972 التي تحمل نفس العنوان للكاتب بريان غارفيلد والفيلم الأول في سلسلة أفلام Death Wish، من بطولة تشارلز برونسون في دور بول كيرسي، جنبًا إلى جنب مع هوب لانج وفنسنت جاردينيا وويليام ريدفيلد وكاثلين تولان وكريستوفر غيست. وفي الفيلم يلجأ بول كيرسي وهو مهندس معماري يعيش حياة سلمية، إلى الاقتصاص بشكل شخصي بعد مقتل زوجته والتحرش بابنته أثناء اقتحام المنزل.
في وقت الإصدار جرى انتقاد فيلم أمنية الموت لدعمه الواضح للاقتصاص الشخصي والدعوة إلى معاقبة المجرمين بشكل غير محدود. ويُزعم أن الرواية نددت بالاقتصاص الشخصي بينما تبنى الفيلم الفكرة. وقد حقق الفيلم نجاحًا تجاريًا ولاقى صدى لدى الجمهور في الولايات المتحدة التي كانت تشهد تزايدًا في معدلات الجريمة خلال السبعينيات من القرن العشرين.

## ملخص القصة
مهندس معماري في نيويورك يصبح قاتلًا للمجرمين بعد حادث أدى لمقتل عائلته.

## الميزانية والإيرادات
كلف الفيلم 3.7 مليون دولار وحقق أرباحًا تقدر بنحو 21 مليون دولار.

## روابط خارجية
- مقالات تستعمل روابط فنية بلا صلة مع ويكي بيانات